# Amargadhi
Amargadhi (nep. अमरगढी)  – miasto w zachodnim Nepalu; w prowincji numer 7. Według danych szacunkowych na rok 2011 liczyło 22 241 mieszkańców.